# Cộng hòa Catalunya (2017)
Cộng hòa Catalunya (tiếng Catalunya: República Catalana, tiếng Tây Ban Nha: República Catalana, tiếng Occitan: Republica Catalana) là một nhà nước ly khai không được công nhận đã được tuyên bố tại Catalunya vào ngày 27 tháng 10 năm 2017. Nghị viện Catalunya đơn phương tuyên bố độc lập khỏi Tây Ban Nha trong một cuộc khủng hoảng hiến pháp về kết quả của cuộc Trưng cầu dân ý độc lập Catalunya 2017.
Ngay sau khi quốc hội Catalunya tuyên bố độc lập khỏi Tây Ban Nha, Thượng viện Tây Ban Nha kích hoạt Điều 155 của Hiến pháp Tây Ban Nha năm 1978, và Thủ tướng Mariano Rajoy bác bỏ Hội đồng Hành pháp Catalunya, giải thể Quốc hội Catalunya và kêu gọi một cuộc bầu cử cấp khu vực cho Ngày 21 tháng 12 năm 2017. [6] Đáp lại, ông Carles Puigdemont, Tổng thống Generalitat của Catalonia cho biết chỉ có các nghị viện mới có thể bầu cử hoặc bãi nhiệm các chính phủ trong một xã hội dân chủ và yêu cầu Catalans "phản đối một cách dân chủ" việc thi hành Điều 155 mà không làm rõ những phản ứng của ông đối với lệnh chính phủ Tây Ban Nha lệnh của chính phủ.
Đến ngày 30 tháng 10, công việc đã trở lại bình thường tại Catalunya bởi sự tiếp quản của chính phủ Tây Ban Nha gặp rất ít sự phản đối từ chính quyền Catalan [9]. Puigdemont và một phần nội các của ông đã trốn sang Bỉ để thoát khỏi hành động của hệ thống tư pháp Tây Ban Nha, đã bị buộc tội chính thức là nổi dậy, nổi loạn và tham ô của Tổng Chưởng lý Tây Ban Nha. Tờ tuyên bố độc lập đã bị Tòa án Hiến pháp Tây Ban Nha đình chỉ vào ngày hôm sau.